# Pingsheim
Pingsheim ist der östlichste Gemeindeteil von Nörvenich. Er liegt im Kreis Düren in Nordrhein-Westfalen.

## Geschichte
Der Ortsname soll auf einen römischen Waldnamen (Pinetum, Fichtenwald) zurückgehen. Möglicherweise ist die Vorsilbe Binis auch ein Personenname. Erstmals erwähnt wurde der Ort in einer Urkunde von 1022. Erzbischof Heribert schenkte der Kölner Abtei Groß St. Martin „das Kirchlein zu Pingsheim im Zülpichgau“. Es blieb der Abtei genau wie der dazugehörende Zehnthof bis zu deren Auflösung 1802 verbunden.

### Der Pingsheimer Frieden
Am 14. Oktober 1279 wurde in Pingsheim der Pingsheimer Frieden geschlossen. Nach langwierigen und meist kriegerisch ausgetragenen Streitigkeiten zwischen der Witwe des Grafen von Jülich und seinem Nachfolger einerseits und dem Kölner Erzbischof Siegfried von Westerburg andererseits kam es zwischen den beiden Parteien zu einem Friedensvertrag, der in Pingsheim abgeschlossen wurde und allgemein als „Friede von Pingsheim“ bezeichnet wird.
Vermutlich hat die Grenzlage des Dorfes die beiden Mächte bewogen, Pingsheim als Verhandlungsort zu wählen. Der westliche Ortsteil gehörte zu Jülich, der östliche zum Amt Lechenich des Erzstifts Köln. Grenzlinie war die heutige Alfons-Keever-Straße. Der Überlieferung zufolge war der Schauplatz des Vertragsabschlusses die Pfarrkirche Pingsheim. Tatsächlich trafen sich die Kontrahenten auf der jetzigen Alfons-Keever-Straße, denn deren Mitte war die Grenze zwischen Kurköln und Jülich-Berg.
Die verwickelte Vorgeschichte und die ohne sachkundigen Kommentar etwas schwer verständlichen vertraglichen Vereinbarungen sind sorgfältig und ausführlich von Heinrich Heesel in dem 1979 herausgegebenen Werk „Der Friede zu Pingsheim am 14. Oktober 1279 und seine Vorgeschichte“ dargestellt worden. Die zur Verhandlung stehenden Streitpunkte haben alle mit Rechten in und um Zülpich zu tun. Unter anderem wird vereinbart, dass die Grafen von Jülich auf die Vogteirechte, auf die Gerichtsfolge auf dem Schievelberg und auf die Zinsen und Rechte, welche das Hofgut Palenz betrafen, zu Gunsten des Erzbischofs verzichten. Dem Erzbischof wird erlaubt, die Stadt nach freiem Willen zu befestigen und das Schloss in Zülpich auszubauen. Schon 1291 muss der Erzbischof die Vogteirechte wieder an den Jülicher Grafen abgeben.

### Das Pingsheimer Wappen
An den Pingsheimer Frieden erinnert das 2003 geschaffene inoffizielle Wappen. Auf der einen Seite steht der Jülicher Löwe, auf der anderen das Kreuz des Kurfürstentums Köln. Beide Seiten sind durch das rote Band (Dorfstraße) getrennt. Über Jülich und Köln fliegt die Friedenstaube.

### Eingemeindungen
Am 1. Juli 1969 wurde Pingsheim zunächst nach Erftstadt eingemeindet. Im Rahmen des sogenannten Köln-Gesetzes wurde der Ort am 1. Januar 1975 nach Nörvenich umgegliedert.

### Einwohnerentwicklung
Die Entwicklung der Einwohnerzahl von Pingsheim seit 1828:
| Jahr | Einwohner |  | Jahr | Einwohner |
| ---- | --------- |  | ---- | --------- |
| 1828 | 319       |  | 1946 | 461       |
| 1843 | 372       |  | 1950 | 486       |
| 1864 | 439       |  | 1956 | 452       |
| 1871 | 410       |  | 1961 | 428       |
| 1885 | 420       |  | 1967 | 432       |
| 1890 | 414       |  | 1975 | 420       |
| 1895 | 418       |  | 1985 | 441       |
| 1900 | 407       |  | 1995 | 609       |
| 1910 | 424       |  | 2005 | 711       |
| 1919 | 434       |  | 2010 | 677       |
| 1925 | 460       |  | 2015 | 670       |
| 1933 | 439       |  | 2020 | 668       |
| 1939 | 391       |  |      |           |

Die Geschichte Pingsheims ist ausführlich dargestellt auf den Webseiten der Ortsgemeinschaft.

## Bürgermeister (1846 bis 1969)
- 1846–1848 Brendgen
- 1869–1882 Bulich
- 1884–1893 Ambrosius Bulich
- 1900–1904 Ambrosius Bulich
- 1904–1912 Ambrosius Bulich
- 1926     Ambrosius Bulich
- 1929     Ambrosius Bulich
- 1930     Carl Bulich
- 1933     J. F. Münch
- 1945     Christian Kalscheuer
- 1945     Pfarrer Alfons Keever
- 1945–1948 Theodor Zaudig
- 1948–1969 Edmund Forsbach

## Baudenkmäler
- Kreuzigungsgruppe (Pingsheim)
- St. Martinus (Pingsheim)
- Marienheiligenhäuschen (Pingsheim)
- Fachwerkhaus Am Bräucher 2
- Pfarrhaus (Pingsheim)
- Wasserpumpe Pingsheim
- Heiligenhäuschen Kompstraße
- Fachwerkhof Kompstraße 24

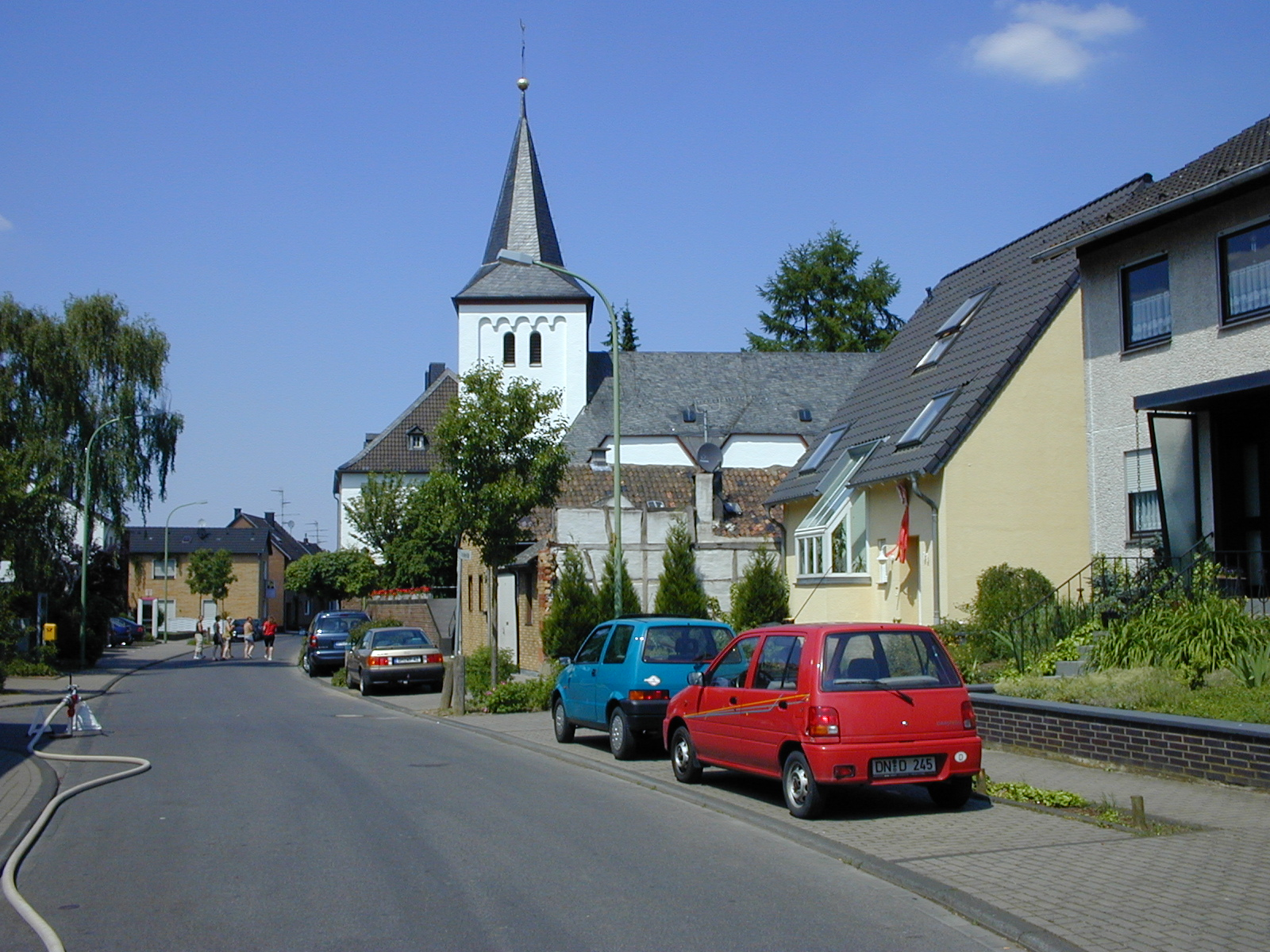
Die Alfons-Keever-Str. mit der Martinus-Kirche
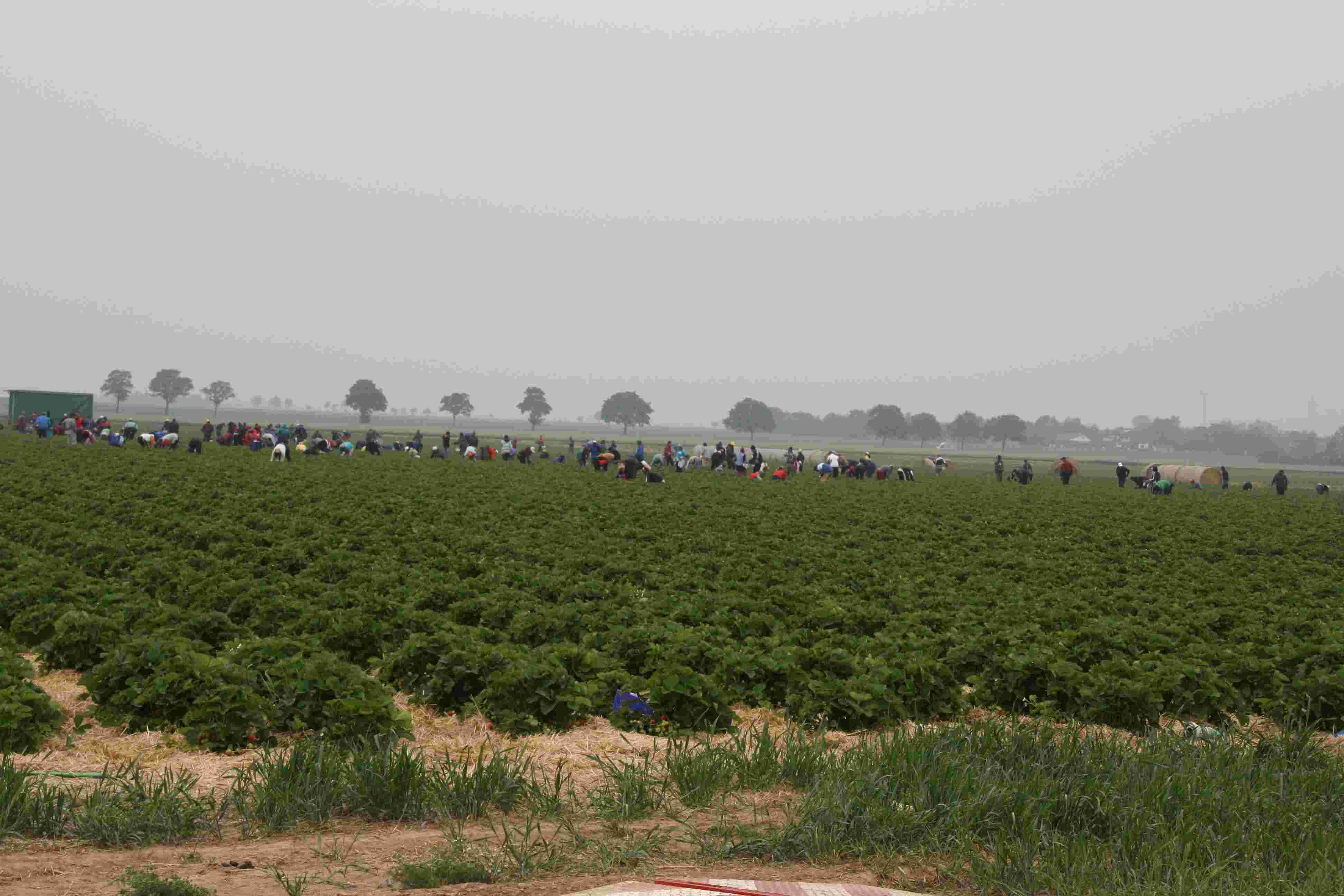
Erdbeerpflücker bei Pingsheim
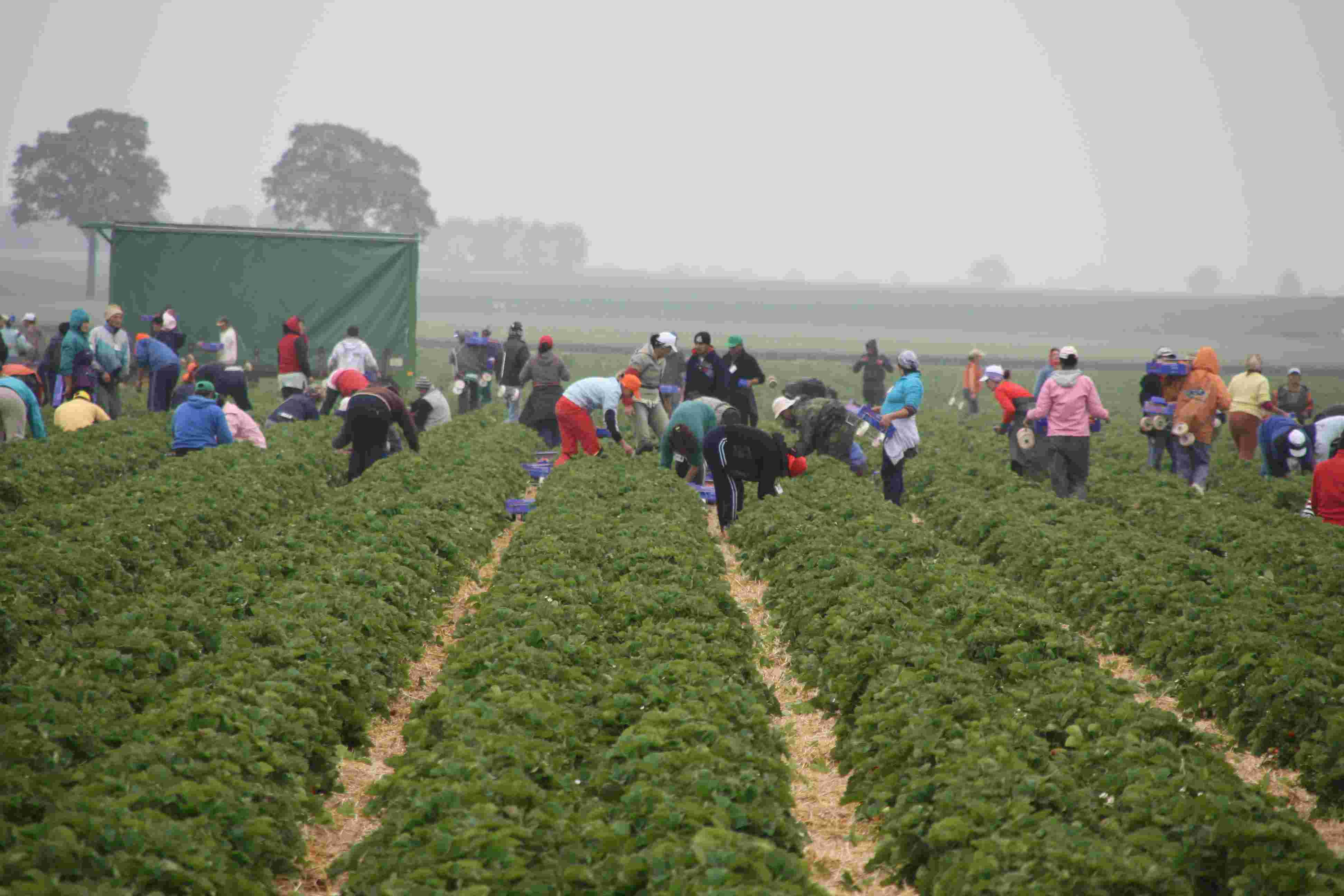
Rumänische Saisonarbeiter bei der Erdbeerernte

## Verkehr
Im ÖPNV verbinden die AVV-Buslinien 212, 230 und 232 des Rurtalbus und die VRS-Buslinie 990 der REVG den Ort mit Brühl, Nörvenich, Sievernich, Lechenich und der Kreisstadt Düren. Bis zum 31. Dezember 2019 wurde die Linie 212 von der Dürener Kreisbahn, die Linie 230 vom BVR Busverkehr Rheinland betrieben.
| Linie      | Verlauf |
| ---------- | --- |
| 212        | Nörvenich Alter Bf – Nörvenich Schlosspark – Oberbolheim – Rath – Wissersheim – Pingsheim – Herrig – Lechenich                                                    |
| 230        | Düren Bf/ZOB – StadtCenter – Gneisenaustraße – Binsfeld (→ Rommelsheim) – Frauwüllesheim – Isweiler – Kelz – (Vettweiß –) Gladbach – Poll – Dorweiler – Pingsheim |
| 232        | Sievernich – Disternich – Müddersheim – Gladbach – Poll – Dorweiler – Pingsheim – Herrig – Lechenich                                                              |
| 990 (REVG) | Brühl Mitte (Stadtbahn) – Brühl West – Erftstadt Bf – Liblar – Blessem – Lechenich – Herrig - Pingsheim - Nörvenich                                               |

## Sonstiges
Auf Kreisebene errang Pingsheim 2014 beim Wettbewerb Unser Dorf hat Zukunft eine Bronzemedaille.
Die Komponente der Löschgruppe Pingsheim wird durch ein TSF-W gebildet und durch einen Chicago-3 unterstützt.